# آرتور زاگره
آرتور زاگره (انگلیسی: Arthur Zagre؛ زادهٔ ۴ اکتبر ۲۰۰۱) بازیکن فوتبال اهل فرانسه است که در پست دفاع چپ برای باشگاه فوتبال موناکو در لیگ ۱ بازی می‌کند.
از باشگاه‌هایی که در آن بازی کرده‌است می‌توان به باشگاه فوتبال پاری سن ژرمن اشاره کرد.
وی همچنین در تیم‌های ملی فوتبال زیر ۱۸ سال فرانسه و زیر ۱۹ سال فرانسه بازی کرده‌است.